# Shine a Light
Shine a Light je soundtrack istoimenog dokumentarnog filma. Izdan je u travnju 2008. u dvije različite verzije, jedna kao dvostruki disk, a druga kao singl disk. Shine a Light je deveti koncertni album Stonesa. Na albumu se nalaze nastupi Stonesa tijekom dvije večeri u Beacon Theateru u New Yorku, koji su snimani za dokumentarni film Shine a Light Martina Scorsesea. Album je bio veoma dobro prihvaćen, posebno u UK-u gdje je dospio do drugog mjesta britanske top ljestvice, što je najbolji plasman nekog koncertnog albuma grupe još od Get Yer Ya-Ya's Out! The Rolling Stones in Concert. Kao i na većini svojih novijih koncertnih albuma, i na ovom Stonesi imaju goste, i to Jacka Whitea iz The White Stripesa na pjesmi "Loving Cup", Christinu Aguileru na pjesmi "Live with Me" te Buddy Guya na pjesmi "Champagne and Reefer".

## Popis pjesama

### Dvostruko izdanje
Disk 1
1. "Jumpin' Jack Flash" – 4:23
2. "Shattered" – 4:06
3. "She Was Hot" – 4:44
4. "All Down the Line" – 4:35
5. "Loving Cup" – 4:02
6. "As Tears Go By" – 3:32
7. "Some Girls" – 4:19
8. "Just My Imagination (Running Away with Me)" – 6:39
9. "Far Away Eyes" – 4:37
10. "Champagne & Reefer" – 5:58
11. "Tumbling Dice" – 4:24
12. Band introductions – 1:39
13. "You Got the Silver" – 3:22
14. "Connection" – 3:31

Disk 2
1. "Intro" (Martin Scorsese)– 0:12
2. "Sympathy for the Devil" – 5:56
3. "Live with Me" – 3:54
4. "Start Me Up" – 4:05
5. "Brown Sugar" – 5:25
6. "(I Can't Get No) Satisfaction" – 5:37
7. "Paint It, Black" – 4:28
8. "Undercover of the Night" - 4:24 *
9. "Little T&A" – 4:09
10. "I'm Free" – 3:31
11. "Shine a Light" – 4:05

- bonus pjesma na japanskom izdanju

### Singl disk
1. "Jumpin' Jack Flash" – 4:23
2. "Shattered" – 4:06
3. "She Was Hot" – 4:44
4. "All Down the Line" – 4:35
5. "Loving Cup" – 4:02
6. "As Tears Go By" – 3:32
7. "Some Girls" – 4:19
8. "Just My Imagination" – 6:39
9. "Far Away Eyes" – 4:37
10. "Champagne & Reefer" – 5:58
11. Band introductions – 1:39
12. "You Got the Silver" – 3:21
13. "Connection" – 3:31
14. "Sympathy for the Devil" – 5:56
15. "Live With Me" – 3:54
16. "Start Me Up" – 4:05
17. "Brown Sugar" – 5:25

## Top ljestvice

### Album
| Godina | Ljestvica         | Pozicija |
| ------ | ----------------- | -------- |
| 2008.  | UK Top Albumi     | #2       |
| 2008.  | The Billboard 200 | #11      |

## Vanjske poveznice
- allmusic.com[neaktivna poveznica] - Live Licks